# Geoff Thomas (futbolista nacido en 1964)
Geoff Thomas (Mánchester, 5 de agosto de 1964) es un exfutbolista inglés que se desempeñaba como centrocampista. Durante su carrera, Thomas ganó los nueve partidos que disputó con la Selección de fútbol de Inglaterra, y capitaneó al Crystal Palace FC llegando a la final de la FA Cup en 1990. Es el fundador de la Fundación Geoff Thomas, una organización benéfica que recauda fondos para luchar contra el cáncer, una enfermedad que Thomas ha sufrido.

## Carrera
Geoff Thomas empezó a destacar futbolísticamente en el Crewe Alexandra FC, y como entrenador Darío Gradi, llegó a la Selección de fútbol de Inglaterra. Sin embargo, el verdadero reto de la vida de Thomas fue cuando su carrera había terminado, con una lucha contra la leucemia.
Tras jugar una liga amistosa siendo joven, Thomas debutó profesionalmente en 1982 mediante la adopción de una reducción salarial de su trabajo como electricista para firmar a tiempo completo con el Rochdale AFC en 1982. No era un habitual en Spotland, sin embargo, y en las dos temporadas que pasó en Rochdale solo hizo 12 apariciones, marcó solo una vez. Thomas acabó fichando gracias a Darío en 1984 para el Crewe Alexandra.
Después de 3 partidos en el banquillo, Geoff debut el 28 de abril de 1984 ganando 3-0 al Tranmere Rovers, y marcó su primer gol para el club.
Jugó solo dos temporadas y media en el Gresty Road, jugando 137 veces para el club. Finalmente, decidió traspasarse a Crystal Palace en junio de 1987, cuando Steve Coppell pagó £50,000 por sus servicios. 
En su tercer año en el club, Geoff jugaba en primera división, y capitaneó a su equipo hasta la final de la FA Cup en 1990 en Wembley, donde empató 3–3 con el Manchester United, antes de perder el partido de vuelta. 
En mayo de 1991, jugó su primer partido como internacional para Inglaterra, seleccionado por Graham Taylor para un partido del campeonato europeo Qualfying contra Turquía en Esmirna.
También representó a su país para jugar contra USSR, Argentina, Australia, Nueva Zelanda, y Malasia el mismo año, y ganó 9 partidos. Su última aparición fue contra Francia en Wembley en 1992. 
Su carrera en el Crystal Palace acabó en junio de 1993, seis años y 249 apariciones tras debutar con el Crewe, cuando el Palace fue relegado a la Premier League, y fue fichado por £800,000 para el Wolverhampton Wanderers FC por Graham Turner. 
Por desgracia, Geoff se lesionó y tuvo que dejar su carrera futbolística. Solo hizo dos apariencias con el Molineux, e hizo un total de 54 apariciones en las cuatro temporadas que estuvo jugando para el Black Country, después de quedar sin equipo en 1997. 
Las lesiones también le perjudicaron en el Nottingham Forest FC (27 apariciones en dos temporadas), y en el Barnsley FC (donde era usado como sustituto). También tuvo un breve paso por el Notts County al final de la temporada 2000–01, marcando un gol contra el Wrexham, antes de volver al Crewe Alexandra donde terminaría su carrera.

## Diagnóstico de leucemia
En junio de 2003, tras un año de su retiro de los campos de fútbol, Thomas reveló que había sido diagnosticado con Leucemia mieloide crónica. Ganó el premio de la BBC Sports Personality of the Year Helen Rollason en 2005, después de recaudar £150,000 para lucha contra la Leucemia yendo en bicicleta durante 2.200 millas en 21 días, completando las 21 etapas del Tour de Francia 2005 unos días antes de la carrera.
El 6 de abril de 2006, los jugadores de la final de 1990 volvieron a jugar el partido en ayuda para la lucha contra la leucemia en Selhurst Park. El Manchester United ganó el partido por 3–1, goles de Neil Webb (2), Ian Wright, y Mark Robins. 
El 16 de marzo de 2007, la "Geoff Thomas Foundation Charity XI" formaron un equipo para jugar el primer partido en el nuevo Estadio de Wembley, con goles de Mark Bright y Simon Jordan en una victoria por 2-0.
Posteriormente, Geoff Thomas anunció su intención de volver a correr el Tour de Francia.
En 2008 Thomas publicó una biografía, "Riding Through The Storm", y ha realizado giras por varias tiendas de libros para satisfacer a los fanes y hablar de su campaña: "My Fight Back to Fitness on the Tour de France":

## Clubes
| Club                       | País       | Año         |
| -------------------------- | ---------- | ----------- |
| Rochdale AFC               | Inglaterra | 1982        |
| Crewe Alexandra FC         | Inglaterra | 1984 - 1987 |
| Crystal Palace FC          | Inglaterra | 1987 - 1993 |
| Wolverhampton Wanderers FC | Inglaterra | 1993 - 1997 |
| Nottingham Forest FC       | Inglaterra | 1997 - 1999 |
| Barnsley FC                | Inglaterra | 1999 - 2001 |
| Notts County FC            | Inglaterra | 2001        |
| Crewe Alexandra FC         | Inglaterra | 2001 - 2002 |